# Achilles Bischoff
Achilles Bischoff (Basilea, 24 gennaio 1795 – Basilea, 29 aprile 1867) è stato un politico e dirigente d'azienda svizzero.

## Biografia
Figlio di Achilles Bischoff, commerciante, e di Salome Ritter, frequentò le scuole a Basilea e un istituto a Neuchâtel. Dal 1815 al 1840 fu fabbricante di stoffe a Livorno, Bergamo e Como e dal 1840 al 1843 azionista della Società per la navigazione sul Reno Adler des Oberrheins. Nel 1824 sposò Maria Sopransi, vedova Beleria, di Milano, e nel 1835 Carlotta Balabio, vedova Ceriano. Nel 1843 partecipò alla fondazione della Banca di giro e di deposito, che dal 1845 divenne la Bank in Basel, di cui fu vicepresidente dal 1845 al 1848. Politicamente su posizioni di centro nel Juste Milieu, fu membro del Collegio elettorale di Basilea dal 1840 al 1847, del Gran Consiglio dal 1840 al 1850, del Piccolo Consiglio dal 1847 al 1850, della commissione delle poste dal 1842 al 1849 e dal 1844 della commissione consultiva delle ferrovie, di cui dal 1847 fu presidente. Nel Piccolo Consiglio fece parte del Collegio del commercio e delle finanze. Fu anche il primo Consigliere nazionale di Basilea Città, dal 1848 al 1852. Colpito da apoplessia nel dicembre del 1852, dovette lasciare le sue funzioni.
Achilles Bischoff si dedicò soprattutto a questioni riguardanti i trasporti, le dogane e le poste. Quale rappresentante basilese alla conferenza sulle dogane svoltasi ad Aarau nel 1847, e in qualità di membro della commissione consultiva del Dipartimento federale del commercio e delle dogane a partire dal 1848, ebbe un importante ruolo nella creazione del sistema doganale federale e nell'abolizione delle dogane cantonali. Nel 1851 e nel 1852 concluse a nome della Svizzera i trattati doganali con il regno di Sardegna e con l'Unione doganale tedesca. Alla commissione del Consiglio Nazionale per la legge sulle poste si pronunciò nel 1849 a favore di una tassa unica. Già nel 1843 si adoperò per l'allacciamento delle linee ferroviarie dell'Alsazia e del Baden a quelle basilesi. In Consiglio nazionale e quale vicepresidente della Ferrovia centrale svizzera nel 1852, Bischoff richiese la costruzione delle ferrovie nazionali e si impegnò per il proseguimento della linea ferroviaria del Baden via Basilea e Sciaffusa. Fallì invece il suo tentativo di ottenere una concessione per la linea del Gottardo. Il suo merito principale fu quello di avere avvicinato Basilea alla politica federale liberale radicale e di aver contribuito in misura determinante alla strutturazione di una politica dei trasporti e del commercio del giovane Stato federale.